# Martin Bormann
Martin Bormann (Wegeleben a prop de Halberstadt, Prússia, 17 de juny de 1900 - Berlín, 2 de maig de 1945) fou un polític i militar alemany, cap de la cancelleria del Tercer Reich i secretari d'Adolf Hitler.

## Biografia
Martin Bormann va néixer el 17 de juny de 1900 a Wegeleben, aleshores a Prússia, avui a l'estat federal de Saxònia-Anhalt. El seu pare era carter i va morir quan tenia tres anys. La seva mare es va casar en segones núpcies amb el director d'una agència bancària. Va servir poc temps a l'exèrcit durant la Primera Guerra Mundial.
Durant la República de Weimar va passar un temps a la presó, acusat d'assassinar un col·laboracionista amb l'ocupació francesa del Ruhr.
El 1929 es va casar amb Gerda Buch, filla d'un col·laborador proper a Hitler, amb qui va tenir deu fills, a més d'una estranya relació de simultània ferocitat i tendresa que segueix sorprenent als seus biògrafs.

## Perfil de la seva personalitat
Es considerava a si mateix com «assessor primer i fonamental». Home que clamava d'una fidelitat a tota prova cap al Führer, aquest el va fer el seu home de confiança. De personalitat intricada, caràcter explosiu i ambiciós, conspirà en moltes ocasions per prosperar en el partit.
Menyspreava Heinrich Himmler per considerar-lo home de poc caràcter, però, tanmateix, es recolzava en ell per aconseguir els seus fins. Justament per tot el contrari, temia Reinhard Heydrich, a qui mai es va atrevir a acostar-se.
Administrava els ingressos de Hitler que provenien principalment dels drets d'autor per l'ús del seu retrat a segells i pel llibre Mein Kampf (La meva lluita).
Martin Bormann va ser a més el causant de la declinació de la figura política de Hermann Göring, i les seves maquinacions per aïllar Hitler de la realitat política propera.
El 1943, va conspirar amb Himmler, sense èxit, per fer caure Albert Speer de la llista de successors de Hitler. Erwin Rommel va ser una de les seves principals víctimes. Rebutjat privadament per altres líders nazis, el seu poder va créixer després de l'atemptat del 20 de juliol de 1944.
Pretengué ser el successor de Hitler, per la qual cosa va patir una gran desil·lusió en veure que l'almirall Karl Dönitz era finalment nomenat al testament que Hitler va dictar i va ser mecanografiat per la seva secretària Traudl Junge al búnquer en els moments finals del règim.

## Trajectòria en la NSDAP
Bormann es va unir a diversos grups de caràcter antisemita abans d'ingressar a l'Nationalsozialistische Deutsche Arbeiterpartei o NSDAP (Partit Nacional Socialista Alemany dels Treballadors) el 1924. Va estar pres durant un any acusat d'un homicidi de caràcter polític. Després del seu alliberament, Bormann es va unir al partit NSDAP a Turíngia, el 1925.
El 1929 va ser assignat al Comandament Suprem de les Sturmabteilung (SA) i el 1933 va ser nomenat Reichsleiter del partit. Aquest mateix any esdevé membre del Reichstag. Va ser General de les Schutzstaffel (SS) i cap de l'Estat Major juntament amb Rudolf Hess.
Després del frustrat viatge de Hess a Escòcia el 1941 per negociar amb Winston Churchill, Bormann assumeix la presidència de la Cancelleria i la direcció de l'administració del partit. En el seu càrrec, es va ocupar de distribuir els fons que arribaven a les files nazis de les empreses i empresaris alemanys, repartint-los entre els líders. Igualment, es va anar convertint en secretari personal de Hitler que administrava els seus comptes i que a més actuava com controlador dels Gauleiters i Reichsleiters.
A final de 1942, Bormann havia reemplaçat Hess en totes les seves funcions, a més de noves atribucions que Hitler li va atorgar, com a executor i intèrpret de les seves ordres, ja que el Führer estava cada vegada més replegat en el seu quarter general. Bormann decidia qui podia entrevistar-se amb Hitler i qui no, a més de decidir la seva agenda personal.
Al casament d'Adolf Hitler amb Eva Braun, 29 d'abril de 1945, Bormann i Goebbels van ser els únics membres de la jerarquia nazi testimoni de la cerimònia.
Va ser un dels últims que va veure Hitler amb vida, i va quedar a càrrec de la seva última voluntat en vida com a interlocutor del seu testament.

## La caiguda
Cap al final de la guerra, va ser vist per última vegada al búnquer de la Cancelleria el 30 d'abril de 1945.
El 2 de maig, durant el setge al Reichstag es va organitzar una fuga del personal del Führerbunker cap a les zones ocupades per l'exèrcit nord-americà. En aquesta fuga hi anava també Erich Kempka, xofer personal de Hitler i Ludwig Stumpfegger, metge personal de Hitler. La columna anava a peu. S'amagava darrere un tanc Tiger en assajar d'arribar a la zona controlada pels americans a l'altre riba del Spree. Aquest tanc va ser destruït per l'artilleria soviètica i Bormann i el seu seguici van caure. Finalment van reeixir travessar el riu. Axmann es va separar del grup però en veure una patrulla soviètica va tornar. Aleshores, segons el seu testimoniatge va veure dos cossos damunt un pont prop l'estació de classificació del Lehrter Bahnhof, que va identificar com Bormann i Stumpfegger. En la seva pressa, no va poder verificar si fossin morts o vius.
El Tribunal de Nuremberg el va jutjar en absència i rebel·lia, i va ser condemnat a mort l'1 d'octubre de 1946.

## Bormann, espia de l'URSS?
Un rumor insistent en la bibliografia sobre Bormann és que durant tota la guerra hauria estat informador i agent secret soviètic. Pel que sembla, certes investigacions efectuades fins i tot durant la guerra, a conseqüència de la creixent preocupació alemanya sobre les detallades informacions que posseïa Stalin sobre els moviments i exèrcits del III Reich, podrien haver-ho suggerit.

## Revelació del misteri de la seva mort
Durant anys es va especular amb la possibilitat que Bormann hagués escapat i que hauria fugit cap a Sud-amèrica, ja que després de la guerra, tant Xile com Argentina, Brasil i Paraguai haurien rebut a criminals nazis que fugien d'Europa. Aquesta hipòtesi que es va adverar falsa, provenia de Ladislas Farago al seu llibre Aftermath: Martin Bormann and the Fourth Reich.
El 7 de desembre de 1972, van aparèixer proves que corroboraven el que digué Axmann en els últims dies de l'Alemanya nazi, ja que no gaire lluny del lloc on va veure els cadàvers, els obrers d'una constructora berlinesa van trobar les restes de dos esquelets al carrer Invalidenstrasse. Un d'ells corresponia a un home corpulent i l'altre a un individu més baix. Es van trobar traces de vidre a la boca dels esquelets, el que va alimentar la hipòtesi d'un suïcidi en trencar i engolir el contingut d'una càpsula de cianur. Segons Hugo Blasche, dentista, la dentadura va correspondre a la de Bormann i unes traces a la clavícula van coincidir amb les ferides que havia sofert en un caiguda de cavall el 1939, segons el testimoni dels fills de Bormann. El govern aleshores encara no va cedir les restes a la família, en espera de més proves forenses.
La policia va sospitar que podia tractar-se dels esquelets de Stumpfegger (feia 1.90 m d'alçada) i de Bormann (mesurava 1.68 m), el que hauria comprovat el relat d'Axmann. El 1999, a petició de la família, es van fer proves d'ADN a les restes trobades a Berlín el 1972. Els tests van confirmar que eren de Martin Bormann, tot posant, així, fi al misteri. Aleshores les restes van ser cremades de manera anònima i dispersades d'amagat fora de les aigües territorials d'Alemanya a la mar Bàltica el 16 d'agost de 1999, per evitar que enlloc es pugui crear un monument commemoratiu.